# SRFI
SRFI（英: Scheme requests for implementation, サーフィ）はプログラミング言語 Scheme の事実上の標準拡張仕様のことである。
Scheme は非常に簡素な言語仕様であり、たとえ有用であっても仕様が肥大化するような内容を注意深く避けて設計されている。そのため各種の実装やライブラリで方言がひどくなり相互運用が問題になった。そこで Scheme 拡張機能の標準化を目指して1998年に始まったのがSRFIフォーラムである。
SRFIの仕様は SRFI Editor のメーリングリスト上で決定されており、言語仕様を決定する会議とは原則として関係がない（将来の仕様に影響を与える可能性はある）。内容は非常に多岐にわたり、文字列ライブラリ仕様や、例外処理などの言語機能とマクロで実装可能なもの、ネスト可能なコメントのように言語仕様を無理なく拡張するものまでを含む。